# Orfeo Boselli
Orfeo Boselli, o Bosselli (Roma, 1597 – Roma, 1667), è stato uno scultore italiano, del Barocco. Come molti scultori romani dei secoli XVI-XVIII si dedicò in gran parte al restauro e al completamento di antiche statue romane pervenute danneggiate o frammentarie. La fama di Boselli nella storia della scultura è in gran parte dovuta al suo trattato Osservationi della Scoltura antica.

## Biografia
Fu allievo di François Duquesnoy, la cui maniera classicista "greca" era l'antitesi del nuovo stile barocco di Gian Lorenzo Bernini. 
Il Boselli fu membro della prestigiosa Accademia di San Luca di Roma, in cui ricoprì anche la massima carica di "Principe" per l'anno 1667 fino alla sua morte avvenuta il 23 settembre di quello stesso anno.
Le sue attività di studioso e di teorico (sviluppate anche nell'ambito della sua carriera accademica) sfociarono nelle Osservationi della Scoltura antica, più che nella realizzazione di opere scultoree originali.

## LeOsservationi della Scoltura antica
Le teorie delle proporzioni nella scultura e i dibattiti sui meriti relativi di pittura e scultura erano comuni nell'Italia rinascimentale e barocca, ma rimasero a livello teorico e raramente ebbero effetto pratico sull'attività artistica. Il trattato di Pomponio Gaurico De sculptura offre un passaggio sulla tecnica della fusione in bronzo con il metodo "a cera persa". Il Proemio di Giorgio Vasari ne Le vite de' più eccellenti pittori, scultori e architettori presenta una panoramica sulle tecniche di architetti, scultori e pittori. Ma solo due scultori hanno lasciato materiale scritto esteso e dettagliato sulla pratica della loro arte: Benvenuto Cellini nel Trattato dell'Oreficeria e della Scultura del 1568 e Orfeo Boselli nel manoscritto Osservationi della Scoltura antica, pubblicato intorno al 1650. In particolare, questo trattato è un condensato delle lezioni che il Boselli teneva all'Accademia, in cui l'amore, quasi il fanatismo, per l'arte antica e per Raffaello sono i temi più ricorrenti. Il trattato si distingue per la vastità e la puntualità della materia trattata, dalla definizione della scultura ai problemi specifici del panneggio, delle piombature, della simmetria e delle proporzioni. Il trattato ebbe successo nei due secoli successivi, tanto che se ne conosce una trascrizione del 1791 ad opera del pittore ferrarese Giovanni Masi

## Opere

### Sculture
Orfeo Boselli realizzò sculture in marmo da disegni di Martino Longhi il Giovane nel 1642-1643 per l'altare maggiore, anch'esso progettato dal Longhi, della chiesa di San Carlo ai Catinari, 1643-1651, a Roma.
Scolpì un busto dell'imperatore Claudio, oggi perduto.

### Restauri
Tra le sculture restaurate dal Boselli, lui stesso menziona nelle Osservationi il Claudio Colonna, oggi conservato al Prado di Madrid.